# Kardynałowie z nominacji Klemensa XI
Papież Klemens XI (1700–1721) mianował 69 kardynałów na 15 konsystorzach:

## 17 grudnia 1703
1. Francesco Pignatelli CRT, arcybiskup Neapolu, bratanek Innocentego XII – kardynał prezbiter Ss. Marcellino e Pietro (tytuł nadany 11 lutego 1704), następnie kardynał biskup Sabiny (26 kwietnia 1719), kardynał biskup Frascati (12 czerwca 1724), kardynał biskup Porto e S. Rufina (19 listopada 1725), zm. 5 grudnia 1734

## 17 maja 1706

### Nominacje jawne
1. Francesco Martelli, tytularny patriarcha Jerozolimy, sekretarz Świętej Konsulty – kardynał prezbiter S. Eusebio (tytuł nadany 25 czerwca 1706), zm. 28 września 1717
2. Gianalberto Badoaro, patriarcha Wenecji – kardynał prezbiter S. Marcello (tytuł nadany 25 czerwca 1706), następnie kardynał prezbiter S. Marco (11 lipca 1712), zm. 17 maja 1714
3. Lorenzo Casoni, tytularny arcybiskup Cezarei, asesor Świętego Oficjum – kardynał prezbiter S. Bernardo alle Terme (tytuł nadany 25 czerwca 1706), następnie kardynał prezbiter S. Pietro in Vincoli (21 stycznia 1715), zm. 19 listopada 1720
4. Lorenzo Corsini, tytularny arcybiskup Nikomedii, skarbnik generalny Kamery Apostolskiej – kardynał prezbiter S. Susanna (tytuł nadany 25 czerwca 1706), następnie kardynał prezbiter S. Pietro in Vincoli (16 grudnia 1720), kardynał biskup Frascati (19 listopada 1725); od 12 lipca 1730 papież Klemens XII, zm. 6 lutego 1740
5. Lorenzo Fieschi, arcybiskup Genui – kardynał prezbiter S. Maria della Pace (tytuł nadany 25 czerwca 1706), zm. 1 maja 1726
6. Francesco Acquaviva d’Aragona, tytularny arcybiskup Larissy, nuncjusz w Hiszpanii – kardynał prezbiter S. Bartolomeo all'Isola (tytuł nadany 8 czerwca 1707), następnie kardynał prezbiter S. Cecilia (28 stycznia 1709), kardynał biskup Sabiny (12 czerwca 1724), zm. 9 stycznia 1725
7. Tommaso Ruffo, tytularny arcybiskup Nicei, prefekt Domu Papieskiego – kardynał prezbiter S. Lorenzo in Panisperna (tytuł nadany 25 czerwca 1706), następnie kardynał prezbiter S. Maria in Trastevere (28 stycznia 1709), kardynał biskup Palestriny (1 lipca 1726), kardynał biskup Porto e S. Rufina (3 września 1738), kardynał biskup Ostia e Velletri (29 sierpnia 1740), zm. 16 lutego 1753
8. Orazio Filippo Spada, biskup Lukki, nuncjusz w Polsce – kardynał prezbiter S. Onofrio (tytuł nadany 21 marca 1707), zm. 28 czerwca 1724
9. Filippo Antonio Gualterio, arcybiskup Imoli, nuncjusz we Francji – kardynał prezbiter S. Crisogono (tytuł nadany 30 kwietnia 1708), następnie kardynał prezbiter S. Cecilia (29 stycznia 1725), kardynał prezbiter S. Prassede (31 lipca 1726), zm. 21 kwietnia 1728
10. Christian August von Sachsen-Zeitz, biskup Györ – kardynał prezbiter bez tytułu, zm. 22 sierpnia 1725
11. Rannuzio Pallavicino, wicekamerling i gubernator Rzymu, referendarz Obojga Sygnatur – kardynał prezbiter S. Agnese fuori le mura (tytuł nadany 25 czerwca 1706), zm. 30 czerwca 1712
12. Carlo Colonna, protonotariusz apostolski, prefekt Pałacu Apostolskiego – kardynał diakon S. Maria della Scala (tytuł nadany 25 czerwca 1706), następnie kardynał diakon S. Angelo in Pescheria (6 maja 1715), kardynał diakon S. Agata in Suburra (24 lipca 1730), zm. 8 lipca 1739
13. Giandomenico Paracciani, protonotariusz apostolski, audytor Jego Świątobliwości – kardynał prezbiter S. Anastasia (tytuł nadany 25 czerwca 1706), zm. 9 maja 1721
14. Alessandro Caprara, audytor Roty Rzymskiej – kardynał prezbiter Ss. Nereo ed Achilleo (tytuł nadany 25 czerwca 1706), zm. 9 czerwca 1711
15. Joseph-Emmanuel de la Trémoille, audytor Roty Rzymskiej – kardynał prezbiter SS. Trinita al Monte Pincio (tytuł nadany 25 czerwca 1706), zm. 10 stycznia 1720
16. Pietro Priuli, kleryk Kamery Apostolskiej, krewny Aleksandra VIII – kardynał diakon S. Adriano (tytuł nadany 25 czerwca 1706), następnie kardynał prezbiter S. Marco (6 maja 1720), zm. 28 stycznia 1728
17. Nicola Grimaldi, sekretarz Kongregacji ds. Biskupów i Zakonników – kardynał diakon S. Maria in Cosmedin (tytuł nadany 25 czerwca 1706), następnie kardynał prezbiter S. Matteo in Merulana (8 czerwca 1716), zm. 25 października 1717
18. Carlo Agostino Fabroni, sekretarz Kongregacji Propaganda Fide – kardynał prezbiter S. Agostino (tytuł nadany 25 czerwca 1706), zm. 19 września 1727

Gabriele Filippucci odmówił przyjęcia godności kardynalskiej.

### Nominacjain pectore, opublikowana 1 sierpnia 1707
1. Giuseppe Vallemani, tytularny arcybiskup Aten – kardynał prezbiter S. Maria degli Angeli (tytuł nadany 28 listopada 1707), zm. 15 grudnia 1725

## 7 czerwca 1706
1. Michelangelo Conti, tytularny arcybiskup Tarsu, nuncjusz w Portugalii – kardynał prezbiter Ss. Quirico e Giulitta (tytuł nadany 23 lutego 1711), od 8 maja 1721 papież Innocenty XIII, zm. 7 marca 1724

## 1 sierpnia 1707
1. Karol de Tournon, tytularny patriarcha Antiochii, wizytator apostolski w Chinach i Indiach Wschodnich – kardynał prezbiter bez tytułu, zm. 8 czerwca 1710

## 15 kwietnia 1709

### Nominacja jawna
1. Ulisse Giuseppe Gozzadini, tytularny arcybiskup Teodozji, sekretarz Brewe do Książąt – kardynał prezbiter S. Croce in Gerusalemme (tytuł nadany 19 czerwca 1709), zm. 20 marca 1728

### Nominacjain pectore, opublikowana 22 lipca 1709
1. Antonio Francesco Sanvitale, arcybiskup Urbino, prefekt Domu Papieskiego – kardynał prezbiter S. Pietro in Montorio (tytuł nadany 9 września 1709), zm. 17 grudnia 1714

## 23 grudnia 1711
1. Annibale Albani, bratanek papieża, protnotariusz apostolski, prezydent Kamery Apostolskiej – kardynał diakon S. Eustachio (tytuł nadany 2 marca 1712), następnie kardynał diakon S. Maria in Cosmedin (8 czerwca 1716), kardynał prezbiter S. Clemente (6 lipca 1722), kardynał biskup Sabiny (24 lipca 1730), kardynał biskup Porto e S. Rufina (9 września 1743), zm. 21 października 1751

## 18 maja 1712

### Nominacje jawne
1. Gianantonio Davia, arcybiskup Rimini – kardynał prezbiter S. Callisto (tytuł nadany 30 sierpnia 1713), następnie kardynał prezbiter S. Pietro in Vincoli (19 listopada 1725), kardynał prezbiter S. Lorenzo in Lucina (11 lutego 1737), zm. 11 stycznia 1740
2. Agostino Cusani, biskup Pawii – kardynał prezbiter S. Maria del Popolo (tytuł nadany 30 stycznia 1713), zm. 27 grudnia 1730
3. Giulio Piazza, biskup Faenzy – kardynał prezbiter S. Lorenzo in Panisperna (tytuł nadany 16 kwietnia 1714), zm. 23 kwietnia 1726
4. Antonio Felice Zondadari, tytularny arcybiskup Damaszku – kardynał prezbiter S. Balbina (tytuł nadany 23 września 1715), następnie kardynał prezbiter S. Prassede (9 kwietnia 1731), zm. 23 listopada 1737
5. Armand Gaston Maximilien de Rohan de Soubise, biskup Strasbourga – kardynał prezbiter SS. Trinita al Monte Pincio (tytuł nadany 16 czerwca 1721), zm. 19 lipca 1749
6. Nuno de Cunha da Ataíde, tytularny biskup Targa, inkwizytor generalny Portugalii – kardynał prezbiter S. Anastasia (tytuł nadany 16 czerwca 1721), zm. 14 grudnia 1750
7. Wolfgang Hannibal von Schrattenbach, biskup Ołomuńca – kardynał prezbiter S. Marcello (tytuł nadany 7 grudnia 1714), zm. 22 lipca 1722
8. Luigi Priuli, audytor Roty Rzymskiej – kardynał prezbiter S. Marcello (tytuł nadany 11 lipca 1712), następnie kardynał prezbiter S. Marco (28 maja 1714), zm. 15 marca 1720
9. Giuseppe Maria Tomasi di Lampedusa CRT – kardynał prezbiter Ss. Silvestro e Martino (tytuł nadany 11 lipca 1712), zm. 1 stycznia 1713
10. Giovanni Battista Tolomei SJ – kardynał prezbiter S. Stefano al Monte Celio (tytuł nadany 11 lipca 1712), zm. 19 stycznia 1726
11. Francesco Maria Casini OFMCap – kardynał prezbiter S. Prisca (tytuł nadany 11 lipca 1712), zm. 14 lutego 1719

### Nominacjein pectore, opublikowane 26 września 1712
1. Ludovico Pico della Mirandola, tytularny patriarcha Konstantynopola – kardynał prezbiter S. Silvestro in Capite (tytuł nadany 21 listopada 1712), następnie kardynał prezbiter S. Prassede (24 kwietnia 1728), kardynał biskup Albano (9 kwietnia 1731), kardynał biskup Porto e S. Rufina (29 sierpnia 1740), zm. 10 sierpnia 1743
2. Giovanni Battista Bussi, arcybiskup Ankony – kardynał prezbiter S. Maria in Aracoeli (tytuł nadany 30 stycznia 1713), zm. 23 grudnia 1726
3. Pier Marcellino Corradini, tytularny arcybiskup Aten – kardynał prezbiter S. Giovanni a Porta Latina (tytuł nadany 21 listopada 1712), następnie kardynał prezbiter S. Maria in Trastevere (11 września 1726), kardynał biskup Frascati (15 grudnia 1734), zm. 8 lutego 1743
4. Curzio Origo, sekretarz Świętej Konsulty – kardynał diakon S. Maria in Domnica (tytuł nadany 21 listopada 1712), następnie kardynał diakon S. Eustachio (1 lipca 1716), kardynał prezbiter S. Eustachio (20 marca 1726), zm. 18 marca 1737

### Nominacjein pectore, opublikowane 30 stycznia 1713
1. Manuel Arias y Porres, arcybiskup Sewilli – kardynał prezbiter bez tytułu, zm. 16 listopada 1717
2. Benito de Sala y de Caramany, biskup Barcelony – kardynał prezbiter bez tytułu, zm. 2 lipca 1715
3. Melchior de Polignac, audytor Roty Rzymskiej – kardynał diakon S. Maria in Portico (tytuł nadany 27 września 1724), następnie kardynał prezbiter S. Maria in Via (20 listopada 1724), kardynał prezbiter S. Maria degli Angeli (19 grudnia 1725), zm. 20 listopada 1741

## 30 stycznia 1713

### Nominacja jawna
1. Benedetto Erba Odescalchi, arcybiskup Mediolanu, nuncjusz w Polsce – kardynał prezbiter Ss. Nereo ed Achilleo (tytuł nadany 1 kwietnia 1715), następnie kardynał prezbiter Ss. XII Apostoli (29 stycznia 1725), zm. 13 grudnia 1740

### Nominacjain pectore, opublikowana 29 maja 1715
1. Damian Hugo Philipp von Schönborn – kardynał diakon S. Nicola in Carcere (tytuł nadany 16 czerwca 1721), następnie kardynał prezbiter S. Pancrazio (10 września 1721), kardynał prezbiter S. Maria della Pace (23 grudnia 1726), zm. 19 sierpnia 1743

## 6 maja 1715
1. Fabio Olivieri, sekretarz ds. Brewe Apostolskich, proprefekt Pałacu Apostolskiego – kardynał diakon Ss. Vito e Modesto (tytuł nadany 23 września 1715), zm. 9 lutego 1738

## 29 maja 1715

### Nominacja jawna
1. Henri Pons de Thiard de Bissy, biskup Meaux – kardynał prezbiter Ss. Quirico e Giulitta (tytuł nadany 16 czerwca 1721), następnie kardynał prezbiter S. Bernardo alle Terme (14 sierpnia 1730), zm. 26 lipca 1737

### Nominacjein pectore, opublikowane 16 grudnia 1715
1. Innico Caracciolo, biskup Aversy – kardynał prezbiter S. Tommaso in Parione (tytuł nadany 30 marca 1716), zm. 6 września 1730
2. Bernardino Scotti, wicekamerling i gubernator Rzymu – kardynał prezbiter S. Pietro in Montorio (tytuł nadany 5 lutego 1716), zm. 16 listopada 1726
3. Carlo Maria Marini, prefekt Domu Papieskiego – kardynał diakon S. Maria in Aquiro (tytuł nadany 6 lutego 1716), następnie kardynał diakon Ss. Vito e Modesto (23 czerwca 1738), kardynał diakon S. Agata in Suburra (15 lipca 1739), kardynał diakon S. Maria in Via Lata (7 sierpnia 1741), zm. 16 stycznia 1747

## 16 grudnia 1715
1. Niccolò Caracciolo, arcybiskup Kapui – kardynał prezbiter Ss. Silvestro e Martino (tytuł nadany 6 lutego 1716), zm. 7 lutego 1728
2. Giovanni Patrizi, tytularny arcybiskup Seleucji – kardynał prezbiter Ss. IV Coronati (tytuł nadany 6 lutego 1716), zm. 31 lipca 1727
3. Ferdinando Nuzzi, tytularny arcybiskup Nicei, sekretarz Kongregacji ds. Biskupów i Zakonników – kardynał prezbiter S. Pudenziana (tytuł nadany 6 lutego 1716), zm. 1 grudnia 1717
4. Niccolò Spinola, tytularny arcybiskup Teb, audytor Kamery Apostolskiej – kardynał prezbiter S. Sisto (tytuł nadany 8 czerwca 1716), następnie kardynał prezbiter Ss. Nereo ed Achilleo (29 stycznia 1725), zm. 12 kwietnia 1735

## 15 marca 1717
1. Giberto Bartolomeo Borromeo, tytularny patriarcha Antiochii i biskup Novary, prefekt Domu Papieskiego – kardynał prezbiter S. Alessio (tytuł nadany 10 maja 1717), zm. 22 stycznia 1740

## 12 lipca 1717

### Nominacja jawna
1. Giulio Alberoni – kardynał diakon S. Adriano (tytuł nadany 12 czerwca 1724), następnie kardynał prezbiter S. Crisogono (20 września 1728), kardynał prezbiter S. Lorenzo in Lucina (29 sierpnia 1740), zm. 26 czerwca 1752

### Nominacjain pectore, opublikowana 1 października 1717
1. Imre Csáky, arcybiskup Kalocsa-Bacs (nominacja in pectore, publikacja 1 października 1717) – kardynał prezbiter S. Eusebio (tytuł nadany 16 czerwca 1721), zm. 28 sierpnia 1732

## 29 listopada 1719

### Nominacje jawne
1. Léon Potier de Gesvres, arcybiskup Bourges – kardynał prezbiter bez tytułu, zm. 12 listopada 1744
2. François de Mailly, arcybiskup Reims – kardynał prezbiter bez tytułu, zm. 13 września 1721
3. Giorgio Spinola, tytularny arcybiskup Cezarei, nuncjusz w Austrii – kardynał prezbiter S. Agnese fuori le mura (tytuł nadany 20 stycznia 1721), następnie kardynał prezbiter S. Maria in Trastevere (15 grudnia 1734), kardynał prezbiter S. Prassede (16 grudnia 1737), kardynał biskup Palestriny (3 września 1738), zm. 17 stycznia 1739
4. Cornelio Bentivoglio, tytularny arcybiskup Kartaginy, nuncjusz we Francji – kardynał prezbiter S. Girolamo degli Schiavoni (tytuł nadany 15 kwietnia 1721), następnie kardynał prezbiter S. Cecilia (25 czerwca 1727), zm. 30 grudnia 1732
5. Thomas-Philippe Wallard d’Hénin-Liétard, arcybiskup Mechelen – kardynał prezbiter S. Cesareo in Palatio (tytuł nadany 16 czerwca 1721), następnie kardynał prezbiter S. Balbina (2 grudnia 1733), kardynał prezbiter S. Lorenzo in Lucina (17 lipca 1752), zm. 5 stycznia 1759
6. Luis Antonio Belluga y Moncada CO, biskup Kartageny – kardynał prezbiter S. Maria Traspontina (tytuł nadany 16 czerwca 1721), następnie kardynał prezbiter S. Prisca (20 lutego 1726), kardynał prezbiter S. Maria in Trastevere (16 grudnia 1737), kardynał prezbiter S. Prassede (3 września 1738), zm. 22 lutego 1743
7. José Pereira de Lacerda, biskup Faro – kardynał prezbiter S. Susanna (tytuł nadany 16 czerwca 1721), zm. 28 września 1738
8. Michael Friedrich Althan, biskup Vác – kardynał prezbiter S. Sabina (tytuł nadany 16 września 1720), zm. 20 czerwca 1734
9. Giovanni Battista Salerni SJ – kardynał prezbiter S. Prisca (tytuł nadany 16 września 1720), następnie kardynał prezbiter S. Stefano al Monte Celio (20 lutego 1726), zm. 30 stycznia 1729

### Nominacjain pectore, opublikowana 30 września 1720
1. Giovanni Francesco Barbarigo, biskup Brescii (nominacja in pectore, publikacja 30 września 1720) – kardynał prezbiter Ss. Marcellino e Pietro (tytuł nadany 20 stycznia 1721), zm. 26 stycznia 1730

## 30 września 1720
Kościoły tytularne zostały nadane nominatom 16 czerwca 1721:
1. Carlos de Borja y Centellas, patriarcha Indii Zachodnich – kardynał prezbiter S. Pudenziana, zm. 8 sierpnia 1733
2. Álvaro Cienfuegos Villazón SJ – kardynał prezbiter S. Bartolomeo all'Isola, zm. 19 sierpnia 1739